# James Arthur (Sänger)/Diskografie
Diese Diskografie ist eine Übersicht über die musikalischen Werke des britischen Sängers und Musikers James Arthur. Den Schallplattenauszeichnungen zufolge hat er bisher mehr als 43,2 Millionen Tonträger verkauft, davon alleine in seiner Heimat über 14,8 Millionen. Seine erfolgreichste Veröffentlichung ist die Single Say You Won’t Let Go mit über 20,1 Millionen verkauften Einheiten.

## Alben

### Studioalben
| Jahr | Titel Musiklabel                                       | Höchstplatzierung, Gesamtwochen, AuszeichnungChartplatzierungen (Jahr, Titel, Musiklabel, Platzierungen, Wochen, Auszeichnungen, Anmerkungen) | Höchstplatzierung, Gesamtwochen, AuszeichnungChartplatzierungen (Jahr, Titel, Musiklabel, Platzierungen, Wochen, Auszeichnungen, Anmerkungen) | Höchstplatzierung, Gesamtwochen, AuszeichnungChartplatzierungen (Jahr, Titel, Musiklabel, Platzierungen, Wochen, Auszeichnungen, Anmerkungen) | Höchstplatzierung, Gesamtwochen, AuszeichnungChartplatzierungen (Jahr, Titel, Musiklabel, Platzierungen, Wochen, Auszeichnungen, Anmerkungen) | Höchstplatzierung, Gesamtwochen, AuszeichnungChartplatzierungen (Jahr, Titel, Musiklabel, Platzierungen, Wochen, Auszeichnungen, Anmerkungen) | Anmerkungen                                                  |
| Jahr | Titel Musiklabel                                       | DE | AT | CH | UK | US | Anmerkungen                                                  |
| ---- | ------------------------------------------------------ | --- | --- | --- | --- | --- | ------------------------------------------------------------ |
| 2013 | James Arthur Simco Limited                             | DE25 (3 Wo.)DE | AT22 (2 Wo.)AT | CH6 (34 Wo.)CH | UK2 Platin · (15 Wo.)UK | — | Erstveröffentlichung: 1. November 2013 Verkäufe: + 392.500   |
| 2016 | Back from the Edge Sony Music                          | DE38 (4 Wo.)DE | AT38 (1 Wo.)AT | CH7 Platin · (12 Wo.)CH | UK1 Platin · (46 Wo.)UK | US39 Platin · (70 Wo.)US | Erstveröffentlichung: 28. Oktober 2016 Verkäufe: + 2.505.000 |
| 2019 | You Columbia Records (SME)                             | DE35 (1 Wo.)DE | AT31 (1 Wo.)AT | CH5 Gold · (5 Wo.)CH | UK2 Gold · (24 Wo.)UK | US186 (1 Wo.)US | Erstveröffentlichung: 18. Oktober 2019 Verkäufe: + 327.500   |
| 2021 | It’ll All Make Sense in the End Columbia Records (SME) | DE59 (1 Wo.)DE | AT41 (1 Wo.)AT | CH16 (2 Wo.)CH | UK3 Silber · (4 Wo.)UK | — | Erstveröffentlichung: 5. November 2021 Verkäufe: + 60.000    |
| 2024 | Bitter Sweet Love Columbia Records (SME)               | DE12 (2 Wo.)DE | AT29 (1 Wo.)AT | CH8 (1 Wo.)CH | UK1 Silber · (3 Wo.)UK | — | Erstveröffentlichung: 26. Januar 2024 Verkäufe: + 60.000     |
| 2025 | Pisces Columbia Records (SME)                          | DE34 (1 Wo.)DE | AT15 (1 Wo.)AT | CH27 (… Wo.)CH | UK3 (1 Wo.)UK | — | Erstveröffentlichung: 25. April 2025                         |

### Mixtapes
| Jahr | Titel                   | Anmerkungen                        |
| ---- | ----------------------- | ---------------------------------- |
| 2014 | All the World’s a Stage | Erstveröffentlichung: 15. Mai 2014 |

### EPs
| Jahr | Titel                 | Anmerkungen                           |
| ---- | --------------------- | ------------------------------------- |
| 2012 | Hold On               | Erstveröffentlichung: 25. August 2012 |
| 2013 | Undiscovered Acoustic | Erstveröffentlichung: 13. Mai 2013    |

## Singles

### Als Leadmusiker
| Jahr | Titel Album                                                 | Höchstplatzierung, Gesamtwochen, AuszeichnungChartplatzierungen (Jahr, Titel, Album, Platzierungen, Wochen, Auszeichnungen, Anmerkungen) | Höchstplatzierung, Gesamtwochen, AuszeichnungChartplatzierungen (Jahr, Titel, Album, Platzierungen, Wochen, Auszeichnungen, Anmerkungen) | Höchstplatzierung, Gesamtwochen, AuszeichnungChartplatzierungen (Jahr, Titel, Album, Platzierungen, Wochen, Auszeichnungen, Anmerkungen) | Höchstplatzierung, Gesamtwochen, AuszeichnungChartplatzierungen (Jahr, Titel, Album, Platzierungen, Wochen, Auszeichnungen, Anmerkungen) | Höchstplatzierung, Gesamtwochen, AuszeichnungChartplatzierungen (Jahr, Titel, Album, Platzierungen, Wochen, Auszeichnungen, Anmerkungen) | Anmerkungen                                                                   |
| Jahr | Titel Album                                                 | DE | AT | CH | UK | US | Anmerkungen                                                                   |
| ---- | ----------------------------------------------------------- | --- | --- | --- | --- | --- | ----------------------------------------------------------------------------- |
| 2012 | Impossible James Arthur                                     | DE5 ×3Dreifachplatin · (52 Wo.)DE | AT4 Gold · (35 Wo.)AT | CH2 ×2Doppelplatin · (63 Wo.)CH | UK1 ×4Vierfachplatin · (24 Wo.)UK | — | Erstveröffentlichung: 9. Dezember 2012 Verkäufe: + 4.673.400                  |
| 2013 | You’re Nobody ’Til Somebody Loves You James Arthur          | DE54 (4 Wo.)DE | AT55 (1 Wo.)AT | CH38 (4 Wo.)CH | UK2 Silber · (10 Wo.)UK | — | Erstveröffentlichung: 20. Oktober 2013 Verkäufe: + 200.000                    |
| 2013 | Recovery James Arthur                                       | — | — | — | UK19 (4 Wo.)UK | — | Erstveröffentlichung: 9. Dezember 2013                                        |
| 2014 | Get Down James Arthur                                       | — | — | CH28 (7 Wo.)CH | UK96 (1 Wo.)UK | — | Erstveröffentlichung: 3. März 2014                                            |
| 2016 | Say You Won’t Let Go Back from the Edge                     | DE6 ×2Doppelplatin · (28 Wo.)DE | AT5 ×3Dreifachplatin · (27 Wo.)AT | CH4 Platin · (35 Wo.)CH | UK1 ×7Siebenfachplatin · (43 Wo.)UK | US11 Diamant · (52 Wo.)US | Erstveröffentlichung: 9. September 2016 Verkäufe: + 20.143.333                |
| 2016 | Sermon Back from the Edge                                   | — | — | — | — | — | Erstveröffentlichung: 7. Oktober 2016 mit Shotty Horroh                       |
| 2016 | Let Me Love the Lonely Back from the Edge                   | — | — | — | — | — | Erstveröffentlichung: 21. Oktober 2016 feat. MaRina                           |
| 2017 | Safe Inside Back from the Edge                              | — | — | — | UK31 Platin · (10 Wo.)UK | — | Erstveröffentlichung: 3. Februar 2017 Verkäufe: + 1.050.000                   |
| 2017 | Can I Be Him Back from the Edge                             | — | — | — | UK69 Platin · (7 Wo.)UK | — | Erstveröffentlichung: 14. April 2017 Verkäufe: + 1.110.000                    |
| 2017 | Naked You                                                   | DE23 Platin · (19 Wo.)DE | AT26 (15 Wo.)AT | CH8 Platin · (22 Wo.)CH | UK11 Platin · (14 Wo.)UK | US— GoldUS | Erstveröffentlichung: 24. November 2017 Verkäufe: + 2.405.000                 |
| 2018 | You Deserve Better/At My Weakest –                          | — | — | CH72 (1 Wo.)CH | UK53 Silber · (9 Wo.)UK | — | Erstveröffentlichung: 1. Juni 2018 Verkäufe: + 200.000                        |
| 2018 | Empty Space You                                             | DE99 (1 Wo.)DE | AT63 (1 Wo.)AT | CH40 (13 Wo.)CH | UK22 Platin · (17 Wo.)UK | — | Erstveröffentlichung: 19. Oktober 2018 Verkäufe: + 765.000                    |
| 2018 | Rewrite the Stars The Greatest Showman: Reimagined          | DE100 (1 Wo.)DE | — | CH44 (6 Wo.)CH | UK7 Platin · (15 Wo.)UK | US— GoldUS | Erstveröffentlichung: 16. November 2018 Verkäufe: + 1.305.000; mit Anne-Marie |
| 2019 | Nobody –                                                    | — | — | CH87 (1 Wo.)CH | UK52 Silber · (14 Wo.)UK | — | Erstveröffentlichung: 1. März 2019 Verkäufe: + 335.000; mit Martin Jensen     |
| 2019 | Falling Like the Stars You                                  | — | — | CH28 Gold · (17 Wo.)CH | UK25 Platin · (9 Wo.)UK | — | Erstveröffentlichung: 10. Mai 2019 Verkäufe: + 1.055.000                      |
| 2019 | Treehouse You                                               | — | — | — | — | — | Erstveröffentlichung: 6. September 2019 mit Ty Dolla Sign feat. Shotty Horroh |
| 2019 | Finally Feel Good You                                       | — | — | — | — | — | Erstveröffentlichung: 27. September 2019                                      |
| 2019 | Quite Miss Home You                                         | — | — | CH56 (1 Wo.)CH | UK77 Silber · (4 Wo.)UK | — | Erstveröffentlichung: 18. Oktober 2019 Verkäufe: + 220.000                    |
| 2020 | Lasting Lover –                                             | DE— aDE | — | CH41 (1 Wo.)CH | UK10 Platin · (19 Wo.)UK | US— GoldUS | Erstveröffentlichung: 4. September 2020 Verkäufe: + 1.390.000; mit Sigala     |
| 2020 | Train Wreck (Acoustic) Back from the Edge (5th Anniversary) | DE98 Gold · (1 Wo.)DE | AT68 (2 Wo.)AT | CH44 Platin · (14 Wo.)CH | UK16 Platin · (16 Wo.)UK | US— PlatinUS | Erstveröffentlichung: 13. November 2020 Verkäufe: + 2.660.000                 |
| 2021 | Medicine It’ll All Make Sense in the End                    | — | — | CH98 (1 Wo.)CH | UK41 Silber · (9 Wo.)UK | — | Erstveröffentlichung: 5. März 2021 Verkäufe: + 220.000                        |
| 2021 | September It’ll All Make Sense in the End                   | — | — | — | UK55 Silber · (9 Wo.)UK | — | Erstveröffentlichung: 11. Juni 2021 Verkäufe: + 260.000                       |
| 2021 | Avalanche It’ll All Make Sense in the End                   | — | — | — | — | — | Erstveröffentlichung: 13. August 2021                                         |
| 2021 | Emily It’ll All Make Sense in the End                       | — | — | — | UK82 (3 Wo.)UK | — | Erstveröffentlichung: 24. September 2021                                      |
| 2022 | Questions All Stand Together                                | — | — | CH87 Gold · (1 Wo.)CH | — | — | Erstveröffentlichung: 3. Juni 2022 Verkäufe: + 12.000; mit Lost Frequencies   |
| 2022 | Car’s Outside You                                           | DE— bDE | AT— GoldAT | CH59 (3 Wo.)CH | UK78 Gold · (5 Wo.)UK | — | Erstveröffentlichung: 26. August 2022 Verkäufe: + 820.000                     |
| 2023 | Work With My Love –                                         | — | — | — | — | — | Erstveröffentlichung: 13. Januar 2023 Verkäufe: + 162.000; mit Alok           |
| 2023 | A Year Ago Bitter Sweet Love                                | — | — | — | UK91 (1 Wo.)UK | — | Erstveröffentlichung: 12. Mai 2023                                            |
| 2023 | Blindside Bitter Sweet Love                                 | — | — | — | — | — | Erstveröffentlichung: 4. August 2023                                          |
| 2023 | Just Us Bitter Sweet Love                                   | — | — | — | UK81 (1 Wo.)UK | — | Erstveröffentlichung: 6. Oktober 2023                                         |
| 2023 | Homecoming Bitter Sweet Love                                | — | — | — | — | — | Erstveröffentlichung: 24. November 2023                                       |
| 2023 | Sleepwalking Bitter Sweet Love                              | — | — | — | — | — | Erstveröffentlichung: 15. Dezember 2023                                       |
| 2024 | Bitter Sweet Love                                           | — | — | — | — | — | Erstveröffentlichung: 12. Januar 2024                                         |
| 2024 | From The Jump (Duet Version) Bitter Sweet Love              | — | — | — | — | — | Erstveröffentlichung: 19. April 2024 feat. Kelly Clarkson                     |

### Als Gastmusiker
| Jahr | Titel Album                                       | Höchstplatzierung, Gesamtwochen, AuszeichnungChartplatzierungen (Jahr, Titel, Album, Platzierungen, Wochen, Auszeichnungen, Anmerkungen) | Höchstplatzierung, Gesamtwochen, AuszeichnungChartplatzierungen (Jahr, Titel, Album, Platzierungen, Wochen, Auszeichnungen, Anmerkungen) | Höchstplatzierung, Gesamtwochen, AuszeichnungChartplatzierungen (Jahr, Titel, Album, Platzierungen, Wochen, Auszeichnungen, Anmerkungen) | Höchstplatzierung, Gesamtwochen, AuszeichnungChartplatzierungen (Jahr, Titel, Album, Platzierungen, Wochen, Auszeichnungen, Anmerkungen) | Höchstplatzierung, Gesamtwochen, AuszeichnungChartplatzierungen (Jahr, Titel, Album, Platzierungen, Wochen, Auszeichnungen, Anmerkungen) | Anmerkungen |
| Jahr | Titel Album                                       | DE | AT | CH | UK | US | Anmerkungen |
| ---- | ------------------------------------------------- | --- | --- | --- | --- | --- | --- |
| 2013 | Wrecking Ball The Second Chapter (YouTube Covers) | — | — | — | UK97 (1 Wo.)UK | — | Erstveröffentlichung: Oktober 2013 Alonzo Holt feat. James Arthur                                                      |
| 2014 | Kryptonite The Love Stroy                         | — | — | — | — | — | Erstveröffentlichung: 19. Oktober 2014 Rymez feat. James Arthur                                                        |
| 2015 | Otherwise –                                       | — | — | — | — | — | Erstveröffentlichung: 11. September 2015 Moks feat. James Arthur                                                       |
| 2017 | Bridge over Troubled Water –                      | — | AT32 (3 Wo.)AT | CH28 (2 Wo.)CH | UK1 Silber · (5 Wo.)UK | — | Erstveröffentlichung: 21. Juni 2017 als Teil von Artists for Grenfell; Verkäufe: + 200.000 Original: Simon & Garfunkel |
| 2017 | Sun Comes Up –                                    | DE76 Gold · (5 Wo.)DE | AT50 (5 Wo.)AT | CH48 (13 Wo.)CH | UK6 Platin · (22 Wo.)UK | — | Erstveröffentlichung: 30. Juni 2017 Verkäufe: + 995.000; Rudimental feat. James Arthur                                 |
| 2018 | You Can Cry –                                     | — | — | — | UK91 (1 Wo.)UK | — | Erstveröffentlichung: 4. Mai 2018 Verkäufe: + 940.000; Marshmello & Juicy J feat. James Arthur                         |
| 2018 | The Power of Love –                               | — | — | — | UK4 (6 Wo.)UK | — | Erstveröffentlichung: 2. Dezember 2018 Dalton Harris feat. James Arthur                                                |

## Promoveröffentlichungen
| Jahr | Titel Album                           | Anmerkungen                                                |
| ---- | ------------------------------------- | ---------------------------------------------------------- |
| 2016 | Remember Who I Was Back from the Edge | Erstveröffentlichung: 21. Oktober 2016                     |
| 2019 | You                                   | Erstveröffentlichung: 11. Oktober 2019 feat. Travis Barker |

## Statistik

### Chartauswertung
|                     | DE    | AT    | CH    | UK    | US    |
| ------------------- | ----- | ----- | ----- | ----- | ----- |
| Nummer-eins-Alben   | DE—DE | AT—AT | CH—CH | UK2UK | US—US |
| Top-10-Alben        | DE—DE | AT—AT | CH4CH | UK6UK | US—US |
| Alben in den Charts | DE6DE | AT5AT | CH6CH | UK6UK | US2US |

|                       | DE    | AT    | CH     | UK     | US    |
| --------------------- | ----- | ----- | ------ | ------ | ----- |
| Nummer-eins-Singles   | DE—DE | AT—AT | CH—CH  | UK3UK  | US—US |
| Top-10-Singles        | DE2DE | AT2AT | CH3CH  | UK8UK  | US—US |
| Singles in den Charts | DE8DE | AT8AT | CH18CH | UK27UK | US1US |

### Auszeichnungen für Musikverkäufe
| Land/RegionAuszeichnungen für Musikverkäufe (Land/Region, Auszeichnungen, Verkäufe, Quellen) | Silber       | Gold       | Platin         | Diamant       | Verkäufe   | Quellen                 |
| -------------------------------------------------------------------------------------------- | ------------ | ---------- | -------------- | ------------- | ---------- | ----------------------- |
| Australien (ARIA)                                                                            | —            | Gold1      | 31× Platin31   | —             | 2.205.000  | aria.com.au             |
| Belgien (BRMA)                                                                               | —            | Gold1      | 4× Platin4     | —             | 160.000    | ultratop.be             |
| Brasilien (PMB)                                                                              | —            | 8× Gold8   | 17× Platin17   | 7× Diamant7   | 2.400.000  | pro-musicabr.org.br BR2 |
| Dänemark (IFPI)                                                                              | —            | 7× Gold7   | 12× Platin12   | —             | 1.055.000  | ifpi.dk                 |
| Deutschland (BVMI)                                                                           | —            | 2× Gold2   | 6× Platin6     | —             | 2.350.000  | musikindustrie.de       |
| Frankreich (SNEP)                                                                            | —            | 4× Gold4   | Platin1        | Diamant1      | 911.733    | snepmusique.com FR2     |
| Golf-Kooperationsrat (IFPI)                                                                  | —            | —          | 3× Platin3     | —             | 18.000     | Einzelnachweise         |
| Indien (IMI)                                                                                 | —            | —          | 4× Platin4     | —             | 120.000    | Einzelnachweise         |
| Indonesien (ASIRI)                                                                           | —            | —          | 3× Platin3     | —             | 30.000     | Einzelnachweise         |
| Irland (IRMA)                                                                                | —            | Gold1      | 2× Platin2     | —             | 37.500     | irishcharts.ie          |
| Italien (FIMI)                                                                               | —            | 4× Gold4   | 5× Platin5     | —             | 365.000    | fimi.it                 |
| Kanada (MC)                                                                                  | —            | 3× Gold3   | 17× Platin17   | Diamant1      | 2.280.000  | musiccanada.com         |
| Malaysia (RIM)                                                                               | —            | —          | 2× Platin2     | —             | 20.000     | Einzelnachweise         |
| Mexiko (AMPROFON)                                                                            | —            | 3× Gold3   | 3× Platin3     | —             | 270.000    | amprofon.com.mx         |
| Neuseeland (RMNZ)                                                                            | —            | 2× Gold2   | 22× Platin22   | —             | 562.500    | radioscope.co.nz NZ2    |
| Niederlande (NVPI)                                                                           | —            | —          | Platin1        | —             | 40.000     | Einzelnachweise         |
| Norwegen (IFPI)                                                                              | —            | Gold1      | 5× Platin5     | —             | 170.000    | ifpi.no                 |
| Österreich (IFPI)                                                                            | —            | 2× Gold2   | 3× Platin3     | —             | 120.000    | ifpi.at                 |
| Philippinen (PARI)                                                                           | —            | —          | 3× Platin3     | —             | 45.000     | Einzelnachweise         |
| Polen (ZPAV)                                                                                 | —            | 10× Gold10 | 5× Platin5     | —             | 275.000    | olis.pl                 |
| Portugal (AFP)                                                                               | —            | Gold1      | 11× Platin11   | —             | 115.000    | Einzelnachweise         |
| Russland (NFPF)                                                                              | —            | —          | Platin1        | —             | 10.000     | Einzelnachweise         |
| Schweden (IFPI)                                                                              | —            | 3× Gold3   | 11× Platin11   | —             | 530.000    | sverigetopplistan.se    |
| Schweiz (IFPI)                                                                               | —            | 3× Gold3   | 6× Platin6     | —             | 170.000    | hitparade.ch            |
| Singapur (RIAS)                                                                              | —            | —          | 4× Platin4     | —             | 40.000     | rias.org.sg             |
| Spanien (Promusicae)                                                                         | —            | 6× Gold6   | 6× Platin6     | —             | 510.000    | elportaldemusica.es     |
| Südkorea (KMCA)                                                                              | —            | —          | 2× Platin2     | —             | 20.000     | Einzelnachweise         |
| Tschechien (IFPI)                                                                            | —            | —          | 2× Platin2     | —             | 10.000     | Einzelnachweise         |
| Taiwan (RIT)                                                                                 | —            | —          | Platin1        | —             | 10.000     | Einzelnachweise         |
| Thailand (TECA)                                                                              | —            | —          | Platin1        | —             | 10.000     | Einzelnachweise         |
| Türkei (Mü-YAP)                                                                              | —            | —          | 2× Platin2     | —             | 10.000     | Einzelnachweise         |
| Ungarn (MAHASZ)                                                                              | —            | 2× Gold2   | Platin1        | —             | 6.000      | slagerlistak.hu         |
| Vereinigte Staaten (RIAA)                                                                    | —            | 3× Gold3   | 2× Platin2     | Diamant1      | 13.500.000 | riaa.com                |
| Vereinigtes Königreich (BPI)                                                                 | 10× Silber10 | 2× Gold2   | 22× Platin22   | —             | 14.820.000 | bpi.co.uk               |
| Insgesamt                                                                                    | 10× Silber10 | 69× Gold69 | 221× Platin221 | 10× Diamant10 |            |                         |